# Prästerskapets änke- och pupillkassa
Prästerskapets änke- och pupillkassa grundades 1874 med ändamålet att lämna understöd åt delägarnas änkor och barn.
Kassan avsåg att bereda understöd åt avlidna prästmäns efterlämnade änkor och minderåriga barn samt i vissa fall åt deras ålderstigna eller sjuka barn. Detta ändamål sågs förut till godo uteslutande genom nådår. Då det i prästerskapets privilegier medgivna enda nådåret (det så kallade privilegienådåret) inte var tillräckliga för fattigare stärbhus tillades sedermera ett eller flera så kallade extra nådår. Då emellertid en sådan anordning i längden ansågs olämplig för prästsysslornas skötande, inrättades, efter kyrkomötets hörande och med riksdagens bifall, 1874 ovannämnda kassa. Som grundfond till kassan anslogs tre fjärdedelar av stiftens emeritikassors behållningar - den återstående fjärdedelen tilldelades Lärarnas vid allmänna läroverken änke- och pupillkassa - och de till dessa kassor dittills ingående inkomsterna av prästsysslor vid tillfällig ledighet samt vidare för en gång ett års behållen inkomst av varje prästerlig beställning i riket att utgå vid första ledighet, som inträffade efter kassans bildande. Kassan, i vilken alla präster i svenska kyrkan var delägare, tillerkändes 1926 ytterligare ett års inkomst av varje prästerlig befattning, som fanns vid ingången av 1927 (dock inte där nådårsrätt fanns), och, i vissa fall, ett års emeritilön. Pensionsberättigade var delägares änka samt barn under 21 år; pensionsrätten för sjuka barn över 21 år och oförsörjda döttrar över 55 år bortföll efter hand. Inrättningens styrelse och förvaltning handhades av en vid ordinarie bolagsstämma för tre år vald, i Stockholm residerande direktion av fem ledamöter (av vilka en ordförande), som inom sig utsåg en verkställande direktör. År 1941 övertogs prästerskapets änke- och pupillkassa av Kyrkofonden. Nytt reglemente angående familjepension för efterlevande till präster trädde i kraft 1942.